# KV58
KV 58 est un tombeau situé dans la vallée des rois, dans la nécropole thébaine sur la rive ouest du Nil face à Louxor en Égypte. Il est découvert par Ernest Harold Jones en 1909 (pour le compte de Théodore Monroe Davis, qui a de manière erronée attribué à Edward Russell Ayrton la découverte en 1907), qui commence immédiatement les premières fouilles. Cette tombe, dont le propriétaire est inconnu, est aussi appelée « Tombeau au chariot ».
Certains spécialistes pensent que c'était une cache pour le matériel funéraire d'Aÿ qui fut peut-être enterré dans la tombe WV23. Elle se compose d'un puits d'entrée et d'un petit couloir qui donne sur la chambre. La tombe ne possède aucune décoration et s'étend sur une longueur totale de sept mètres. Dans la chambre on a retrouvé une grande quantité de boutons et un clinquant d'or, qui a probablement appartenu à un harnais de char, portant les noms de Toutânkhamon et d'Aÿ.